# Tadeusz Kowzan
Tadeusz Kowzan (9 de noviembre de 1922 - 11 de noviembre de 2010), fue un historiador y teórico comparatista de la literatura dramática, semiólogo del teatro. Fue profesor (1975-1992) de la Universidad de Caen (Francia), lugar en el que falleció. Muchas universidades europeas y americanas habían contado con su presencia, y fue conferencista en múltiples coloquios y congresos internacionales.

## Resumen biográfico
Nació en Vilna, Lituania (por entonces la ciudad pertenecía a Polonia), en una familia de la nobleza polaca allí radicada. Tenía comenzados en 1939 los estudio de Lengua y Literatura Francesa (Filología Románica) en la Universidad de Vilna. Esto fue interrumpido por causa de la "despolonización" de esa región en Lituania, y de la Universidad; acciones iniciadas por la anexión soviética, y continuadas por la invasión alemana durante la Segunda Guerra Mundial. Tadeusz Kowzan participó entonces en la Resistencia, en las filas de la Armia Krajowa. Fue capturado por los "nazis" en 1943, y enviado a trabajos forzados en Alemania, de donde escapó para reanudar la lucha en su ciudad natal. 
Finalizada la guerra, Kowzan retomó sus estudios en la Universidad Católica de Lublin y en la Universidad Jagellónica de Cracovia. Obtuvo un doctorado en la Universidad de Varsovia en 1963. Hizo estadías en París desde 1964 hasta 1968, como residente de la sucursal parisina de la Academia Polaca de la Ciencia, antes de establecerse en Francia en 1972; habiendo estado hasta entonces como profesor de la Universidad Nicolás Copérnico de Torun. Ejerció primeramente en Lyon, en un lapso que concluye en 1975; y continuadamente lo hizo en la Universidad de Caen, permaneciendo allí activo como Profesor Emérito, aún con su jubilación de 1992. 
Es especialmente destacable en Caen la dirección de Tadeusz Kowzan en el Departamento de Literatura Francesa y Literatura Comparada.

## Obra
Con sus estudios semiológicos en torno al teatro, Tadeusz Kowzan construyó una tipología de los signos teatrales y de los sistemas de signos, en un esfuerzo de codificación y descripción por categorías, que revitaliza analíticamente la actividad teatral, guarneciendo instrumentalmente la elaboración de textos para el teatro. En ellos conviene tomar en cuenta las diversas series comunicacionales que se emplean en las situaciones de escena. Por el encabalgamiento de esas series, y el análisis dentro de ellas, Kowzan así sumarizó los múltiples aspectos de esas situaciones: «Para ser más exactos diremos que el significado del signo de primer grado se encadena con el significante del signo de segundo grado, el significado de este último se encadena con el significante del signo de tercer grado, y así sucesivamente (fenómeno de connotación).»